# SES-6
«SES-6» /ˈses/ или /ˌesiː'es/ (русская транслитерация СЕС-6) — коммерческий геостационарный телекоммуникационный спутник, принадлежащий голландскому спутниковому оператору SES World Skies (часть люксембургской группы SES S.A.).
Спутник будет работать в точке стояния 40,5° з. д. с целью оказания услуг связи, в том числе вещания HD видео и мобильных услуг для регионов Северной и Южной Америки, Европы и Атлантического океана и заменит устаревший спутник «NSS 806».
«SES-6» будет шестым на платформе Eurostar у оператора SES, после очередного успешного запуска спутника Astra 2F в сентябре 2012 года.

## История и предназначение
Компания SES заказала спутник «SES-6» в мае 2010 года для замены устаревшего спутника «NSS 806» и обеспечения значительного расширения мощностей.

## Конструкция
Спутник «SES-6» основан на платформе Eurostar 3000, САС которой составляет 15 лет.
«SES-6» предназначен для передачи видео и данных, а также телекоммуникационных и широкополосных услуг. ПН включает 48 трансподеров Ku-диапазона и 43 транспондера C-диапазона.

## Запуск спутника
Запуск спутника был произведён компанией International Launch Services (ILS) с помощью РН Протон-М с разгонным блоком (РБ) Бриз-М 3 июня 2013 года в 9:18:31 UTC с площадки 200Л (ПУ № 39) космодрома Байконур. 4 июня в 0 ч. 49 мин UTC в соответствии с циклограммой полета КА «SES-6» отделился от РБ «Бриз-М».